# WASP-19b
WASP-19b とは、ほ座のG型主系列星WASP-19を公転する太陽系外惑星である。恒星のごく近くを周回する巨大惑星（ホット・ジュピター）で、半径0.0165auの軌道を0.79日（19時間）で一周している。

## 性質
WASP-19bの質量は木星質量に近いが、半径は大きく平均密度が低い。これはホット・ジュピターの典型的な特徴である。
主星のWASP-19は太陽に似た主系列星で、自転周期は10日程度と短い。これはWASP-19系が誕生後数億年の若い惑星系であることか、あるいは惑星との潮汐相互作用のために恒星の自転が加速されたことを示している。
赤外線による掩蔽の観測によれば、WASP-19bの昼の半球は2540K（±180K）の温度に達している。これは理論的に見積もられた平衡温度より500Kほど高く、昼の半球から夜の半球へ効率的に熱が輸送されていないことを示している。
WASP-19bは恒星との相互作用のためいずれ恒星に落下すると思われているが、その時期はよく分かっていない。

## 名称
2022年、ジェイムズ・ウェッブ宇宙望遠鏡の優先観測目標候補となっている太陽系外惑星のうち、20の惑星とその親星を公募により命名する「太陽系外惑星命名キャンペーン2022（NameExoWorlds 2022）」において、WASP-19とWASP-19bは命名対象の惑星系の1つとなった。このキャンペーンは、国際天文学連合（IAU）が「持続可能な発展のための国際基礎科学年（IYBSSD2022）」の参加機関の一つであることから企画されたものである。2023年6月、IAUから最終結果が公表され、WASP-19はWattle、WASP-19bはBanksiaと命名された。ワトルは約1000種の低木・木からなる属で、そのうちの1種ゴールデン・ワトル（Acacia pycnantha）はオーストラリアの国花ともなっており、その色はWASP-19の色を暗示する。バンクシアは、オーストラリア原産の野生あるいは園芸用の花が知られる木からなる属で、先住民のアボリジニやトレス海峡諸島民は薬や水のろ材、甘い飲み物を作るための蜜源として利用し、乾燥した花序はたいまつとしても使われており、WASP-19bの熱い昼の面の輝きを暗示する。